# Київська незалежна медіа-профспілка
Київська незалежна медіа-профспілка (КНМП) — професійне об'єднання київських журналістів, засноване 30 листопада 2002 року. КНМП захищає професійні, соціальні та трудові права співробітників мас-медіа, бореться з цензурою та іншими видами тиску на журналістів, допомагає становленню прозорих правил роботи в українському медіа-ринку.

## Історія
Починаючи із 2005 року, щорічно оприлюднює імена людей, які зчиняють найбільше перепон у діяльності мас-медіа. З 29 жовтня 2011 року КНМП діє на підставі Статуту та Положень Незалежної медіа-профспілка України (НМПУ). Має юридичний статус київської міської організації НМПУ. Безпосередню роботу організації регулює Програма Медіа-профспілки, яка визначає пріоритетні напрямки діяльності на певний період. Головним керівним органом Медіа-профспілки є конференція, який за статутом скликається не рідше, ніж раз на рік. У перерві між конференціями роботою організації керує голова комітету та комітет КНМП, обрані конференцією. Поточну роботу також забезпечує виконавчий секретар КНМП.

## Склад КНМП
Медіа-профспілка об'єднує працівників мас-медіа, які безпосередньо збирають, опрацьовують, готують до виходу в ефір і оприлюднюють інформацію через засоби масової комунікації. До неї входять як окремі журналісти, так і осередки редакцій українських ЗМІ.
Зокрема, членами організації були в різні часи такі журналісти як Геник Глібовицький, Максим Драбок, Віктор Замятін, Валерій Іванов, Наталія Лігачова, Юрій Луканов, Юлія Мостова, Олена Притула, Ольга Скотникова, Роман Скрипін, Єгор Соболєв, Олесь Терещенко, Андрій Тичина, Святослав Цеголко, Олександр Чекмишев, Сергій Швець, Данило Яневський. Станом на 27 листопада КНМП об'єднувала 139 журналістів.

## Напрямки діяльності КНМП
- дбає, щоб українські журналісти працювали, дотримуючись високих професійних стандартів.
- працює, щоб підвищити безпеку праці журналістів, покращити умови роботи та їх юридичний захист.
- ініціює переговори між власниками, керівниками та трудовими колективами українських мас-медіа, щоб встановити цивілізовані стосунки між ними.
- бореться за підвищення рівня доходів журналістів та легалізацію всіх виплати з боку роботодавців.
- покращує соціальні умови роботи журналістів у редакціях та домагається гідної компенсації у разі скорочення штату, закриття редакцій чи зміни редакційної політики.

## Допомога журналістам
КНМП допомагає журналістам:
- з акредитацією в державних установах України та за її межами — через видання національних прес-карт;
- у випадках судових позовів до журналістів — надає безкоштовні юридичні консультації, за потреби супроводжує справу в суді;
- під час звільнення за ініціативи роботодавця, в інших випадках при звільненні, працевлаштуванні чи зміні умов праці — консультує, розробляє план дій;
- у разі незаконного звільнення з роботи — виплачує разову допомогу і підтримує справу проти роботодавця в суді;
- у випадку затримки з виплатою заробітної плати чи відмови редакції виплатити гонорар — організовує переговори або публічний тиск на власника;
- у разі порушення авторських прав — підтримує справу проти порушника в суді;
- за умов тиску на журналіста під час виконання професійних обов'язків — забезпечує інформаційний супровід справи, розробляємо індивідуальний план дій;
- при бажанні узаконити стосунки з роботодавцем шляхом підписання колективного договору чи угоди про засади редакційної політики — активно консультує осередки, щоб допомогти трудовому колективу забезпечити найкращі умови праці;
- під час суперечок і конфліктів із органами влади у разі обмеження в доступі до інформації — виступає посередником, ініціює переговори між журналістами і відповідними владними інституціями;
- при потребі документально підтвердити свій журналістський фах (для журналістів-фрілансерів) — видає довідки за місцем вимоги;
- в інших ситуаціях, коли журналіст потребує захисту своїх професійних, трудових чи соціальних прав — забезпечує медіаторську підтримку.

У форс-мажорних випадках, коли журналіст стає об'єктом нападу чи його життю загрожує небезпека, КНМП організовує публічний тиск на владу та правоохоронні органи для посилення захисту журналістів. В особливих випадках делеговані профспілкою досвідчені журналісти проводять розслідування ситуації та напрацьовують рекомендації для її розв'язання.
Захищаючи права членів у конфліктах із роботодавцями, керівники КНМП та її юристи беруть участь у переговорах на боці журналістів.
КНМП організовує конференції, семінари та тренінги, що дають можливість підвищувати професійний рівень, а також запрошує активних профспілковців у поїздки до наших закордонних партнерів — до Швеції, Великої Британії, Хорватії, США та в інші країни.

## Керівники організації
- 2002–2003 — Андрій Шевченко
- 2003–2004 — Сергій Гузь
- 2004 — Єгор Соболєв
- 2005 — Геник Глібовицький
- 2005–2006 — Кирило Хорошилов
- 2006–2008 — Михайлина Скорик
- 2008–досі — Юрій Луканов